# Análisis de rayos gamma de activación rápida por neutrones
El análisis de rayos gamma de activación rápida por neutrones (también denominado PGAA, por las siglas de su nombre en inglés, "prompt gamma neutron activation analysis") es una técnica muy aplicable para determinar simultáneamente la presencia y cantidad de numerosos elementos en muestras cuyo tamaño puede variar desde microgramos hasta muchos gramos. Es un método no destructivo, y la composición química y la forma de la muestra son relativamente poco importantes para la exactitud del ensayo. Las mediciones típicas toman desde unos pocos minutos hasta varias horas por muestra.
La técnica se describe a continuación. La muestra se irradia de forma continua con un haz de neutrones. Los elementos constituyentes de la muestra absorben algunos de estos neutrones, generándose la emisión rápida de rayos gamma, que se miden con un espectrómetro de rayos gamma. Las energías de estos rayos gamma identifican los elementos capturadores de neutrones, mientras que las intensidades de los picos en estas energías revelan sus concentraciones. La cantidad de cada elemento en la muestra viene dada por la relación entre la tasa de recuento del pico característico en la muestra y la tasa en una masa conocida del estándar elemental apropiado irradiado en las mismas condiciones.
Por lo general, la muestra no adquirirá una radiactividad significativa de larga duración y puede retirarse de la instalación y utilizarse para otros fines. Una de las aplicaciones típicas de la técnica PGAA son los analizadores de material a granel, que permiten realizar un contraste elemental en tiempo real de las características de la producción en las industrias del cemento, del carbón y en las plantas de tratamiento de minerales.